# Iareskî, Șîșakî
Iareskî (în ucraineană Яреськи) este localitatea de reședință a comunei Iareskî din raionul Șîșakî, regiunea Poltava, Ucraina. În secolul al XIX-lea, Iareskî făcea parte din volostul Iareskî, uezdul Mirhorod.

## Demografie
Componența lingvistică a localității Iareskî
     Ucraineană (96,74%)
     Rusă (2,75%)
     Alte limbi (0,21%)
Conform recensământului din 2001, majoritatea populației localității Iareskî era vorbitoare de ucraineană (96,74%), existând în minoritate și vorbitori de rusă (2,75%).